# ペピート・マナロト
『ペピート・マナロト』(タガログ語: Pepito Manaloto）は、フィリピンのスケッチコメディテレビドラマ。GMAネットワークで2010年3月28日に初公開された。